# Dezső Kosztolányi

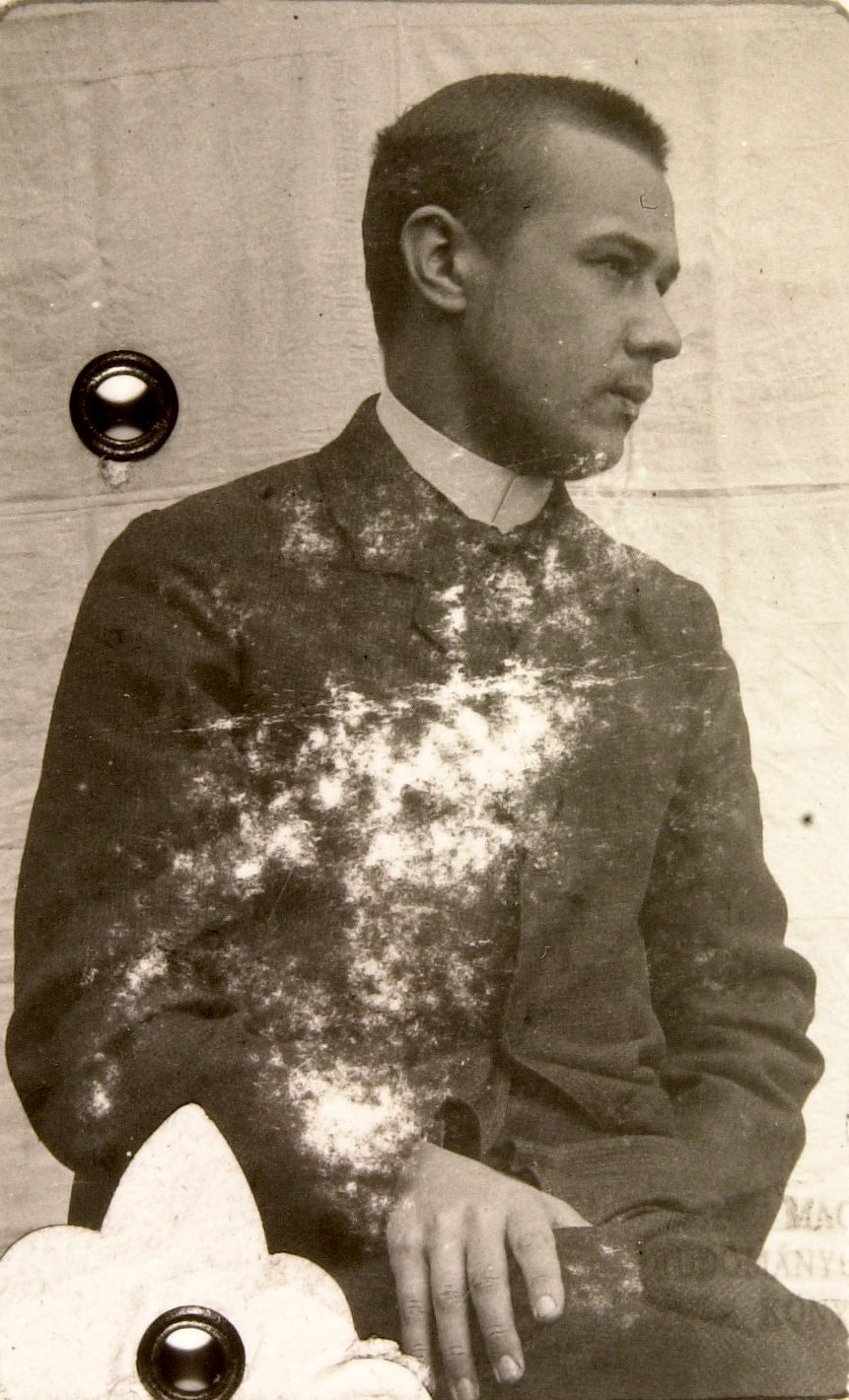
Dezső Kosztolányi (1903)

Dezső Kosztolányi (29. března 1885 – 3. listopadu 1936) byl maďarský básník, prozaik a překladatel.

## Život
Narodil se v  uherském městě Subotica, které mu později posloužilo jako model pro fiktivní město Sárszeg, použité v jeho novelách. Začal studovat v Budapešti a později ve Vídni, kde také začal pracovat jako novinář. Od roku 1908 byl budapešťským zpravodajem.

## Dílo
V roce 1907 vydal první básnickou sbírku Mezi čtyřmi zdmi, v roce 1910 druhou, Nářky chudého dítěte, která byla velmi úspěšná. Od té doby vydal obrovské množství novel (např. svazek Kornél Esti, 1933) i básnických sbírek, téměř jednu knihu ročně.

### Básnické sbírky
- Chléb a víno (1920)
- Nářky smutného muže (1924)
- Nahý (1929)
- 'Zúčtování (1935)

### Romány
- Krvavý básník Nero (1922, česky 1942)
- Skřivánek (1924, česky jako Pavučina 1961)
- Zlatý drak (1925, česky 1974)
- Anna Édešová (1926, česky 1974; předtím jako Služka 1939)

Od roku 1908 přispíval do časopisu Nyugat (Západ) svými básněmi. Zemřel v roce 1936 na rakovinu. Mimo své vlastní dílo byl velmi plodným překladatelem, zejména z angličtiny. Do maďarštiny přeložil například Romea a Julii, Alenku v říši divů či Kiplingovu báseň Když. Překládal také básně Rainera Maria Rilkeho a Paula Valéryho. Antologie překladů: Moderní básníci (1913), Čínské a japonské básně (1931).